# Автомодельное решение
Автомодельное решение — такое решение некоторой системы или уравнения двух независимых переменных, в которое независимые переменные {\displaystyle x} и {\displaystyle t} входят не произвольным образом, а лишь
в комбинации
{\displaystyle {\begin{cases}\xi ={\frac {x}{t^{a}}}\\f(x,t)=f(\xi ),\end{cases}}}
- {\displaystyle \xi } — автомодельная переменная
- {\displaystyle f} — любая функция исходной системы или уравнения

Получить нужную комбинацию переменных для поиска автомодельного решения позволяют методы теории размерностей, в частности П-теорема.

## Применение
В теории пограничного слоя в гидроаэродинамике встречаются автомодельные решения.